# 小行星7107
小行星7107（英語：7107 Peiser）是一颗围绕太阳公转的小行星。1980年8月15日，安東寧·姆爾科斯在克列特发现了此天体。
这颗小行星的绝对星等为169.78519等。